# アンリ菅野
アンリ菅野（アンリ・すがの、本名：梅山 静子（うめやま しずこ）、1948年（昭和23年）8月7日 - 2000年（平成12年）6月30日）は、日本のジャズヴォーカリストである。

## 人物
東京都豊島区生まれ。父がジャズヴォーカリスト、母がピアニストという音楽家の家庭に育ち、5歳のころからピアノとバレエ・ダンスを始める。中学校時代には絵画にも興じ、武蔵野美術大学に進学して油絵を学ぶ。その間、モダン・ジャズ研究会に入部して、本格的なジャズボーカリストとしての活動を開始。大学卒業後、アメリカ合衆国に留学し、語学、ジャズダンスなどを習得。
1978年（昭和53年）に東芝EMIからアルバムを発売。ジャズヴォーカリストとしてプロフェッショナル・デビューを果たし、以後、ジャズのレコードを数多く発売する傍ら、ニューヨーク・ブルーノートでの公演など精力的に活動。テレビにも登場し、白鹿酒造清酒・街のCMやNHK「ザッツミュージック」（1987年（昭和62年） - 1989年（平成元年））では司会を務め広く知られた。陶芸の趣味もあった。
1998年（平成10年）、摘出が困難とされる腺がんにかかったことが分かり、その治療のためにしばらく休演・休業するが、1999年（平成11年）復帰コンサートに出演。著書「女ひとり・がんと闘う」を上梓。2000年（平成12年）6月30日に死去。享年51歳。

## 出演番組
- 軽音楽をあなたに（NHK-FM）
- 午後のサウンド「ジャズ&フュージョン」（NHK-FM）
- ヤンタンパートII 「アンリ菅野の素敵な夜に」（MBSラジオ）
- アンリ菅野のちょっと小粋なランデブー（FM横浜）

## 著書
- 『ニューヨーク流ちょっと小粋な英会話 本場で通じる英語表現を身につける』（経済界、リュウブックス、1984年）
- 『アンリ菅野のアドリブ陶芸』（山海堂、趣味との出逢い、1988年）
- 『女ひとりがんと闘う 4期のがんを6か月でふっ飛ばした仰天パワフル闘病記』（青春出版社、1999年）